# Riojasàurids
Els riojasàurids (Riojasauridae) són una família de dinosaures similars als sauròpodes que aparegueren en el Triàsic superior. Són coneguts pel gènere Riojasaurus, i també per Eucnemesaurus.